# Cupolă triunghiulară alungită
În geometrie cupola triunghiulară alungită este un poliedru convex construit prin alungirea unei cupole triunghiulare prin atașarea unei prisme hexagonale la baza acesteia. Este poliedrul Johnson (J18 ). Având 14 fețe, este un tetradecaedru.

## Mărimi asociate
Următoarele formule pentru arie A și volum V sunt stabilite pentru lungimea laturilor tuturor poligoanelor (care sunt regulate) a:
{\displaystyle A=\left(9+{\frac {5{\sqrt {3}}}{2}}\right)\,a^{2}\approx 13,330127\,a^{2},}
{\displaystyle V={\frac {1}{6}}\left(5{\sqrt {2}}+9{\sqrt {3}}\right)\,a^{3}\approx 3,776588\,a^{3}.}

## Poliedre și faguri înrudiți

### Poliedru dual
Dualul cupolei triunghiulare alungite are 15 fețe: 6 triunghiuri isoscele, 3 romburi și 4 patrulatere:
| Dualul cupolei triunghiulare alungite | Desfășurata dualului |
| ------------------------------------- | -------------------- |
|                                       |                      |

### Faguri
Cupola triunghiulară alungită poate tesela spațiul împreună cu tetraedrul și piramida pătrată.,